# Anisopleura comes
Anisopleura comes är en trollsländeart som beskrevs av Hagen 1880. Anisopleura comes ingår i släktet Anisopleura och familjen Euphaeidae. IUCN kategoriserar arten globalt som livskraftig. Inga underarter finns listade i Catalogue of Life.